# Robert M. Young
Robert M. Young   (Nova York, 22 de novembre de 1924 - Los Angeles, 6 de febrer de 2024) va ser un multiguardonat director de fotografia, guionista, productor i director de cinema estatunidenc. El 1985 va ser jurat del 14è Festival Internacional de Cinema de Moscou. L'actor Edward James Olmos va treballar en moltes de les seves pel·lícules, entre elles Alambrista! (1977), The Ballad of Gregorio Cortez (1982), Saving Grace (1986), Triumph of the Spirit (1989), Talent for the Game (1991), Galls de baralla (1993), L'esclau dels somnis (1995) and Caught (1996). També va produir el debut d'Olmos com a director, American Me (1992).

## Biografia
El seu pare era un càmera que més tard posseïa un laboratori de cinema. Robert va començar la universitat al MIT per graduar-se en enginyeria química. Va marxar dos anys després per unir-se a la Marina a la Segona Guerra Mundial i va servir al front del Pacífic a Nova Guinea i a les Filipines. En tornar a Amèrica després de la guerra, va decidir estudiar literatura anglesa a la Universitat Harvard. També es va interessar pel cinema i es va graduar a la Universitat Harvard el 1949.
Després de graduar-se, Young va formar una associació cooperativa amb dos amics que feien pel·lícules educatives. El 1960 va treballar per a NBC realitzant programes d'afers públics per al Llibre Blanc de la NBC. El 1960, en nom de la NBC, va anar al sud americà per fer la pel·lícula Sit-In sobre les protestes i els sit-ins pels drets civils. La pel·lícula va guanyar un premi Peabody. Més endavant va deixar NBC per dedicar-se al treball de cinema narratiu.

## Filmografia

### Llargmetratges
| Títol                         | Any  | Director | Productor | Guionista | Notes               |
| ----------------------------- | ---- | -------- | --------- | --------- | ------------------- |
| Nothing But a Man             | 1964 | No       | Sí        | Sí        |                     |
| Short Eyes                    | 1977 | Sí       | Sí        | No        | Pel·lícula de debut |
| Alambrista!                   | 1977 | Sí       | No        | Sí        |                     |
| Rich Kids                     | 1979 | Sí       | No        | No        |                     |
| One-Trick Pony                | 1980 | Sí       | No        | No        |                     |
| The Ballad of Gregorio Cortez | 1982 | Sí       | No        | Sí        |                     |
| Saving Grace                  | 1986 | Sí       | No        | No        |                     |
| Extremities                   | 1986 | Sí       | No        | No        |                     |
| La força d'un ser menor       | 1988 | Sí       | No        | No        |                     |
| The Plot Against Harry        | 1989 | No       | Sí        | No        | Filmada en 1969     |
| Triumph of the Spirit         | 1989 | Sí       | No        | No        |                     |
| Talent for the Game           | 1991 | Sí       | No        | No        |                     |
| American Me                   | 1992 | No       | Sí        | No        |                     |
| Caught                        | 1996 | Sí       | No        | No        |                     |
| China: The Panda Adventure    | 2001 | Sí       | No        | No        | Pel·lícula IMAX     |
| Human Error                   | 2004 | Sí       | No        | No        |                     |

#### Documentals
| Títol                                                 | Any  | Director | Guionista | Notes                        |
| ----------------------------------------------------- | ---- | -------- | --------- | ---------------------------- |
| Secrets of the Reef                                   | 1956 | Sí       | Sí        |                              |
| At the Winter Sea Ice Camp: Part 4                    | 1967 | Sí       | No        | Curtmetratge                 |
| The Eskimo: Fight for Life                            | 1970 | Sí       | Sí        |                              |
| Children of the Fields                                | 1973 | Sí       | No        | Curtmetratge                 |
| To Fly!                                               | 1976 | No       | Sí        | Curtmetratge IMAX            |
| Children of Fate: Life and Death in a Sicilian Family | 1993 | Sí       | No        |                              |
| William Kurelek's The Maze                            | 2011 | Sí       | No        | Co-dirigida amb David Grubin |

Pel·lícula cancel·lada: Cortile Cascino (1962)

#### Televisió
| Títol                        | Any       | Director | Productor   | Guionista | Notes                                         |
| ---------------------------- | --------- | -------- | ----------- | --------- | --------------------------------------------- |
| World Wide '60               | 1960      | Sí       | No          | No        | Sèrie de televisió (episodi "The Living End") |
| J.T.                         | 1969      | Sí       | No          | No        | Telefilm                                      |
| National Geographic Specials | 1972-1976 | Sí       | No          | No        | Sèrie de televisió documental (4 episodis)    |
| Amanda Fallon                | 1973      | No       | No          | Creador   | Episodi pilot                                 |
| Special Treat                | 1978      | Sí       | No          | No        | Sèrie de televisió (episodi "Snowbound")      |
| We Are the Children          | 1987      | Sí       | No          | No        | Telefilm                                      |
| Salomó i la reina de Saba    | 1995      | Sí       | No          | No        | Telefilm                                      |
| L'esclau dels somnis         | 1995      | Sí       | No          | No        | Telefilm                                      |
| Caught                       | 1996      | Sí       | No          | No        |                                               |
| Nothing Sacred               | 1997-1998 | Sí       | No          | No        | Sèrie de televisió (2 episodis)               |
| Battlestar Galactica         | 2004-2009 | Sí       | No          | No        | Sèrie de televisió (5 episodis)               |
| Walkout                      | 2006      | No       | Co-Executiu | No        | Telefilm                                      |

### Crèdits tècnics

#### Llargmetratges
| Títol                  | Any  | Director de fotografia | Operador de càmera |
| ---------------------- | ---- | ---------------------- | ------------------ |
| Nothing But a Man      | 1964 | Sí                     |                    |
| Namu, the Killer Whale | 1966 |                        | Sí                 |
| Alambrista!            | 1977 | Sí                     |                    |
| The Plot Against Harry | 1989 | Sí                     |                    |
| American Me            | 1992 |                        | Sí                 |
| Berkeley               | 2005 |                        | Sí                 |

#### Documentals i altres
| Títol                                                                     | Any  | Director de fotografia | So | Editor | Notes                        |
| ------------------------------------------------------------------------- | ---- | ---------------------- | -- | ------ | ---------------------------- |
| Secrets of the Reef                                                       | 1956 | Sí                     |    |        |                              |
| Stalking Seal on the Spring Ice                                           | 1967 | Sí                     |    |        | Sèrie curta en 2 pel·lícules |
| Jigging for Lake Trout                                                    | 1967 | Sí                     |    |        |                              |
| Group Hunting on the Spring Ice                                           | 1967 | Sí                     |    |        | Sèrie curta en 3 pel·lícules |
| Fishing at the Stone Weir                                                 | 1967 | Sí                     |    |        | Sèrie curta en 2 pel·lícules |
| Building a Kayak                                                          | 1967 | Sí                     |    |        | Sèrie curta en 2 pel·lícules |
| At the Winter Sea Ice Camp                                                | 1967 | Sí                     |    |        | Sèrie curta en 4 pel·lícules |
| At the Spring Sea Ice Camp                                                | 1967 | Sí                     |    |        | Sèrie curta en 3 pel·lícules |
| At the Caribou Crossing Place                                             | 1967 | Sí                     |    |        | Sèrie curta en 2 pel·lícules |
| At the Autumn River Camp                                                  | 1967 | Sí                     |    |        | Sèries curtes (només part 2) |
| The Eskimo: Fight for Life                                                | 1970 | Sí                     |    |        |                              |
| Deal                                                                      | 1977 | Sí                     |    |        |                              |
| Out on a Limb: An Introduction to Jack Hodgins                            | 1981 |                        | Sí |        | Curtmetratge                 |
| Imperfect Union: Canadian Labour and the Left, Part 2: Born of Hard Times | 1989 |                        | Sí |        |                              |
| Children of Fate: Life and Death in a Sicilian Family                     | 1993 | Sí                     |    | Sí     |                              |
| The Last Winter                                                           | 2002 |                        |    | Sí     | Curtmetratge                 |
| William Kurelek's The Maze                                                | 2011 | Sí                     |    |        |                              |

#### Televisió
| Títol                             | Any       | Director de fotografia | Director segona unitat | Notes                                      |
| --------------------------------- | --------- | ---------------------- | ---------------------- | ------------------------------------------ |
| High Adventure with Lowell Thomas | 1957      |                        | Sí                     | Sèrie de televisió documental              |
| National Geographic Specials      | 1972-1976 | Sí                     |                        | Sèrie de televisió documental (4 episodis) |
| Special Treat                     | 1978      | Sí                     |                        | Sèrie de televisió (episodi "Snowbound")   |
| Walkout                           | 2006      |                        | Sí                     | Telefilm                                   |